# Höhlenstrudelwurm
Der Höhlenstrudelwurm (Dendrocoelum nekoum) ist eine etwa 14 mm lange und 4 mm breite Strudelwurmart in der Zentralschweiz. Die Würmer sind als echte Höhlentiere schneeweiß oder durchsichtig und wurden 2009 in der Riedschwandhöhle im Kleinen Melchtal im Kanton Obwalden entdeckt und auch bisher nur in dieser Höhle nachgewiesen.

## Merkmale
In der Riedschwandhöhle konnte mit Video festgehalten werden, wie der Höhlenstrudelwurm als Räuber an der Wasseroberfläche ein anderes Wassertier fängt und frisst. Der augenlose Höhlenstrudelwurm spürt die Beute mit speziellen Geruchsorganen auf, umhüllt sie mit zähem Schleim aus den Rhabditen und löst sie schließlich mit einem Verdauungssekret auf. Die Tiere sind Zwitter (hermaphroditisch), d. h. ein Individuum hat beide Geschlechter. Bei der Paarung befruchten sie sich gegenseitig. Die Eier werden in Kokons abgelegt. Der Höhlenstrudelwurm verfügt wie alle Strudelwürmer über eine hohe Regenerationsfähigkeit und kann sich vollständig regenerieren, auch wenn er vielfach zerteilt wird.